# 小行星4219
小行星4219（英語：4219 Nakamura）是一颗围绕太阳公转的小行星。1988年2月19日，M. Inoue、村松修在小淵澤发现了此天体。
这颗小行星的绝对星等为64.79959等。